# Stanislav Markelov
Stanislav Yuryevich Markelov (tiếng Nga: Станисла́в Ю́рьевич Марке́лов; 20 tháng 5 năm 1974 – 19 tháng 1 năm 2009) Luật sư nhân quyền người Nga. Ông tham dự vào một số vụ án có tiếng, gồm cả vụ các nhà hoạt động chính trị khuynh tả và chống phát xít, bị quấy nhiễu từ thập niên 1990, cũng như các nhà báo, những nạn nhân của các bạo động của cảnh sát. Markelov bị ám sát vào ngày 19 tháng 1 năm 2009 tại Moskva.

## Sự nghiệp
Markelov là giám đốc viện Pháp quyền Nga. Ông đã đại diện cho bà Anna Politkovskaya, bị bắn chết ở Moskva 2006; Mikhail Beketov, chủ bút tờ báo đối lập, bị thương nặng vì đánh đập trong tháng 11 năm 2008;cũng như cho nhiều người thường dân Chechen bị tra tấn. Ông cũng đại diện tại tòa án cho các nạn nhân của cuộc khủng hoảng bắt giữ con tin tại nhà hát Moskva.